# 柯渡河
柯渡河，位于中国云南省中部寻甸回族彝族自治县柯渡镇境内，是蟒蛇河右岸支流，发源于柯渡镇北部的上槽子，向南流经长箐村、丹桂村、柯渡村、甸尾村，至新庄村汇入蟒蛇河，河长19千米，流域面积179平方千米，河床平均坡度2.68%，枯季流量0.547 m3/s。1930年代红军长征曾两次经过柯渡镇，丹桂村设有红军长征柯渡纪念馆，内有全国重点文物保护单位—丹桂村中央红军总部驻地旧址。